# زيد الفياض
زيد بن عبد العزيز الفياض (1350 هـ - 1416 هـ) كاتب سعودي، عمل رئيساً لتحرير صحيفة اليمامة السعودية عام 1381هـ.

## مولده ونسبه
هو زيد بن عَبد العزيز بن زيد بن عَبد العزيز بن عَبد الوهّاب بن محمد بن ناصر بن فيَّاض بن فارس بن محمَّد بن سليمان بن عَلي بن محمَّد بن أحمَد بن رَاشد بن بريد بن محمَّد بن بريد بن مشرف بن عُمر بن مِعضاد بن ريِّس بن زَاحر بن محمَّد بن عَلَوي بن وُهيب، فَهو تميميّ وهيبيّ، مِن المعاضيد من المشارفة، فالمترجَم يجتمع بالإمام محمّد بن عَبد الوهّاب بالشّيخ (سليمان بن علي)، فجدُّ المترجَم (محمَّد بن سليمان) هو عمُّ الإمام محمد بن عَبد الوهّاب ونسبته إلى (الفيَّاض) إلى جده السادس.
وُلِد في رَوضة سدير عامَ (1350هـ)، وفي عام (1362هـ) أرسله والدُه إلى الرياض لطلِب العِلم.
وقال الشّيخ بَكر بِن عَبدالله أبو زيد في كتابه «المدخَل المفصّل إلى فقه أحمد بن حنبل وتخريجات الأصحاب»: المبحث الثالث: في معرِفة بيوت الحنابلة (من بني تميم): لا أعرِف قبيلةً حاضرة من قبائل العَرَب في قلْب نجد، كثُر فيها العلماء، مثل «قبيلة بني تميم»، وذلك خِلال القرون بعدَ القرن العاشر الهجري، وجُلُّهم من «الوهبة»، وهم فخذان: آل محمد، وآل زاخر.
ومِن آل مشرف من المعاضيد من الوَهبة من تميم، ومن آل مشرف آل الشّيخ الحنابلة المشرَّفون، الوهيبون، التّميمون، له ثلاثةُ أبناء هم: إبراهيم، وأحمد، وعَبدالوهّاب، وأمهم: فاطمة بنت أحمد بن محمد بن بسام، تزوَّجها بعد سنة (1015هـ).
فإبراهيم قاضي أُشيقر، ت سنة (1141هـ)، وخلَّفَ ابنَه عَبدالرحمن بن إبراهيم، ت سنة (1206هـ) بالدّرعية، ثم درج ولم يعقب.
وأما أحمد، فلم أجدْ له خبرًا.
وأمَّا عَبدالوهّاب، ت سنة (1153هـ) فوُلد له: محمّد وسُليمان، وأمهُما بنت الشّيخ محمد بن عزاز المشرفي المعضادي، الوُهيبي التميمي الأشيقري، وَالد الشّيخ سيف بن محمَّد بن عزاز الأشيقري، المتوفَّى سنة (1129هـ)، أمَّا سليمان فُولِدَ له: عَبدالله وعَبدالعزيز، وخلَّف عَبدالعزيز ابنه محمدًا، ثم درَج عقبه ولم يعقّب، هكذا قال بعضُ مترجميه، ولكنّ الصّحيح أنَّه عقب أسرًا مشهورة في نجد، منهم آل عَبدالوهّاب في حريملاء، والوشْم، والفيَّاض، ومنهم الشّيخ زيد بن عَبدالعزيز بن فيَّاض، المتوفَّى بالرياض في يوم الثلاثاء 21/11/1416هـ، وصُلِّي عليه من الغد - تعالى
ولقد ثبت ذكر محمَّد بن سليمان بن علي في وثيقة لورثة سليمان بن علي في كتاب (العلماء والكتّاب في أشيقر) لعبد الله بن بسام البسيمي، بالإضافة لوثيقة بخط الشيخ زيد بن فياض في عام 1370هـ.

## تَعلِيمُهُ وَدِرَاسَتُه
قَرأ القرآن في سِنٍّ مبكِّرة عندَ خالُه عَبدالله بن فوزان بن هديب القَديري، حتى حَفِظ القرآن وهو ابنُ عشْر سنين، ثم أرسله والدُه إلى الرِّياض لطلب العلم، فالْتحق بمدرسة تحفيظ القرآن الكريم لدَى عليِّ بن عَبدالله بن شاكر، ومحمد بن أحمد بن سنان، فقرأَ القرآن بطريقة مُجوَّدة.
ودَرَس على عددٍ من العلماء والمشايخ، منهم: الشّيخ محمد بن إبراهيم آل الشّيخ، وأخوه الشّيخ عَبداللطيف بن إبراهيم آل الشّيخ، والشّيخ سعود بن رشود، والشّيخ إبراهيم بن سليمان، والشّيخ عَبدالرحمن بن قاسم.
فقرأ على الشّيخ عبداللطيف بن إبراهيم بن عبداللطيف آل الشيخ «ثلاثةَ الأصول» في التّوحيد، و«الآجروميَّة» في النّحو، و«الرحبية» في الفرائض.
وقرأَ على الشّيخ محمد بن إبراهيم آل الشيخ في كتاب «التوحيد»، و«العقيدة الواسطية»، وأصول الأحكام.
وقرأ على الشّيخ إبراهيم بن سليمان «قطر الندى»، وبعض ألفية ابن مالك وشرْح ابن عقيل.
وكانت دراستُه هذه قبلَ فتح المعهد العلمي.
وقد أُجرِي امتحان لراغبي الالْتحاق بالمعهد العلمي الذي افتُتح عام (1371هـ) فتفوَّق فيه.
وفي عام (1372هـ) تخرَّج من القسم الثانوي بالمعهد، وكان ترتيبه الأوَّل.
وفي عام (1376هـ) تخرَّج من كلية العلوم الشرعيَّة (الشريعة حاليًّا) بالرياض، وكان ترتيبه الأوَّل أيضًا، وكان متقدِّمًا في دراسته باستمرار.
وفي المعهَد والكلّية درَس على عدد من العلماء، منهم: الشّيخ محمد الأمين الشنقيطي (صاحب أضواء البيان) في علوم التفسير والتاريخ واللُّغة، والشّيخ عَبدالعزيز بن باز، والشّيخ عَبدالعزيز بن ناصر الرشيد، والأساتذة: يوسف عمر، وعَبداللطيف سَرحان، ويوسف الضّبع، وعَبدالرازق عفيفي، ومحمد عَبدالرحيم، والخمسةُ من مصر، وغير هؤلاء.
وكان يكتُبُ في بعضِ الصُّحف في مواضيعَ متعدِّدة قبلَ أن يتخرَّج من الكلية، كما كان مشتغلاً بتأليف وتنقيح كتابه «الروضة الندية شرْح العقيدة الواسطية» الذي طُبِع بعد تخرُّجه.

## خدماته
- عُين مساعداً لمدير عام المكتبات، ثم مديراً عاماً لها، ثم عاد للتدريس بجامعة الإمام محمد بن سعود الإسلامية، مع عضويته في هيئة تحرير مجلة البحوث
- عمل عضواً في كلية أصول الدين
- عمل عضواً في مجلس قسم العقيدة بالجامعة حتى تقاعده سنة 1409هـ.[10]

## مَحفُوظَاتُه
كان يحفظ القرآنَ الكريم عن ظَهْر قلْب، كما يحفظُ عددًا من الكُتب والرسائل والمنظُومات، منها: ثلاثة الأصول، وشروط الصلاة، وكتابُ التوحيد، والعقيدة الواسطيّة، وزاد المستقنع، وألفية ابن مالك، وقطر الندى، والرحبية، والآجرومية، وأصول الأحكام، ونواقض الإسلام، والورقات، عدَا المحفوظات من الشِّعر لشعراء جاهليِّين وإسلاميِّين
كُلِّيةُ دَارِ العُلُومِ الشَّرعِيَّةِ، والدّفعَةُ الأُولَى:
كان ضمنَ أوَّل دفعة تخرَّجت في كلية (دار العلوم الشرعية) سابقًا (كلية الشريعة) حاليًّا، وذلك عام (1376هـ)، وكان ترتيبُه الأوَّل. وكان عددُ طلاَّب تلك الدفعة (22) طالبًا.
وقد كان للشيخ زيد نشاطاتٌ متنوِّعة وكثيرة، فقد كان منذ دراسته في المعهد، كان يترأسُ نادي الطلبة في المعهد، ويُشْرِف على نشْر المقالات ويُصحِّحها، واستمرَّ ذلك، حيث بدأ بالكتابة في الصُّحف منذ أن كان طالبًا في المعهد العلمي، حيث كتَبَ مقالاتٍ جريئة ومتميزة. 

## الشّيخ والصّحَافَة
كانت بداية اهتمامه- بالصحافة مبكِّرًا منذ الْتحاقِه بالمعهد العلمي، حيث كَتَب في الصحف مقالاتٍ متنوعةً، تحمل طابع الغَيْرة الدينيَّة، والإصلاح للمجتمع، والردِّ على أهْل الضلال من أصحاب العقائد المنحرِفة.
وكان يكتب باسم «أبو مقبل» في بداية حياته الصحفية، ثم كتب باسمه الصريح سنواتٍ طويلة، ثم رجع في فترة محدودة، ولأسباب معيَّنة - سيأتي ذِكْرُها - للكتابة بالكنية «أبو خالد».

## مَجَلّةُ اليَمَامَة
وقد تولَّى - رئاسةَ تحرير صحيفة اليمامة، بترشيح من الشّيخ العلاَّمة محمد بن إبراهيم حيث طَلَب الملك سعود منه أن يختارَ مَن يراه مناسبًا لرئاسة تحريرها، وقد ترأَّس الشّيخ زيد تحريرَها، وانتقل إليه امتيازها.
وقد كان يكتب فيها مقالاتٍ تتميَّز بالقدرة والجرأة، وكان يكتب افتتاحياتها طيلةَ مدَّة رئاسة تحريرها.
وكتَبَ الشّيخ العلاَّمة عَبدالعزيز بن باز رسالةً نشرت في إحدى الصحف جاء فيها: «من عَبدالعزيز بن عَبدالله بن باز إلى حضرةِ الأخ المكرَّم الشّيخ زيد بن عَبدالعزيز بن فيَّاض - وفقه الله وتولاه، آمين - السلام عليكم ورحمة الله وبركاته، وبعدُ، يا محبُّ قرأْنا في الصحف المحليَّة خبرَ نقْل امتياز جريدة اليمامة إلى فضيلتكم فَسرَّنَا ذلك، وإنَّنا لنُهنِّئكم بذلك، ونسأل الله أن يُوفِّقكم ويعينكم، ويأخذ بيدكم إلى الحق، كما نسأله - سبحانه - أن تكونَ هذه الصحيفة منبرَ حقٍّ، وأداة إصلاح، وداعية خير ونصح وإرشاد، إنَّه سميع قريب، والله يحفظكم، والسلام».
يقول الشّيخ : "توليتُ رئاسةَ تحرير صحيفة اليمامة بعدَ انتقالها إليَّ، وبعد سنةٍ من انتقالها إليَّ حولتها إلى صحيفة نِصْف أسبوعيَّة، وقد حرصتُ على توجيهها توجيهًا إسلاميًّا يهتمُّ بقضايا المسلمين وأحوالهم، وكنت أكتبُ الافتتاحية، وأُعالِج في كلِّ عدد الموضوعَ الذي أرى منه خِدمةَ الإسلام والمسلمين، وقد أدَّتِ الصراحة التي كنت أكتبُ الموضوعات لها إلى بعض المواقف الطريفة والمشكلات معًا.
وبقيتُ رئيسًا للتحرير إلى أن صدر نظامُ المؤسَّسات الصحفية، فتحوَّلت الصحيفة إلى مؤسَّسة اليمامة الصحفية.
وبعد أن تمَّ نقْل امتياز جريدة اليمامة إليه، تغيَّر طابعها وكتَّابها، وعاشتْ حتى تحويل الصحف إلى مؤسَّسات في 1 /11 / 1383 هـ.
وقد أثارتْ عددٌ من المقالات التي كتَبَها آنذاك ضجَّة، ومنها المقالة الشهيرة «أحْرقوا المسجدَ الأقصى»، وتطرَّق فيها إلى كمال أتاتورك، وذَكَر أنَّه من اليهود الدونمة، وفَضَح فيها مؤامراتِ اليهود على المسلمين، وتسبَّبت هذه المقالة في فصلِه عن العمل، ومنعه من الكتابة في الصُّحف بسبب وشاية المغرضِين، ومن المقالات - أيضًا - مقالات عن الدروز، ونقده لكتاب «أصول العالَم الحديث» المقرَّر في المدارس (المرحلة الثانوية)، حيث كان لهذه المقالة أصداءٌ واسعة ترتَّب عليها منعُ الكتاب من التدريس في وزارة المعارف.
وبعد استقالته في 30 /4 / 1383 هـ - وذلك للتفرُّغ للصحافة - تقدَّم إلى الملك فيصل بن عَبدالعزيز لطلب مَنْح امتياز مؤسَّسة صحفية إسلاميَّة باسم «المنار»، ولكنه لم يتحصَّل على ما أراد.

## إنشَاءُ صَحِيفَة الدَّعوَة
وجَّه الشّيخ محمد بن إبراهيم آل الشّيخ خطابًا في 15/2/1382هـ إلى الشّيخ زيد جاء فيه: من محمد بن إبراهيم إلى المكرَّم فضيلةِ الشّيخ زيد بن عَبدالعزيز بن فيَّاض - سلمه الله.
السلام عليكم ورحمة الله وبركاته، وبعد:
غير خافٍ عليكم أنَّ النيَّة قد اتجَّهت إلى تأسيس مؤسَّسة صحفية تصدُر عنها صحيفة أو أكثرُ، تكون لسانًا لطلبة العِلم في بيان أسرارِ التشريع وحِكمه، والردِّ على مَن يتجاوز به لسانُه أو قلمُه، فيقول في الدِّين برأيه أو بهواه، ممَّا يتنافَى مع المقتضيات الشرعيَّة، وحيث إنَّكم تعرفون ما نحن فيه من الشُّغل الشاغل المستغرِق لجميع أوقاتنا، وحيثُ إنَّ هذه المؤسَّسة يتطلَّب الشروعُ في تأسيسها وقتًا كافيًا لدراستها واستقصاء كافَّة ما يتعلَّق بتأسيسها من جميع جوانبها الكيفيَّة والفنيَّة، والإداريَّة والماليَّة، وحيث إنَّ أوقاتنا ليس فيها متَّسع كافٍ لذلك، ولثقتنا فيكم وفي مجهودكم الشخصي، فإنَّنا نُبلِّغكم أنَّنا قد شكَّلنا لجنة مُكوَّنة منكم، ومن الشّيخ عَبدالعزيز بن عَبدالمنعم، والشّيخ عَبدالله بن منيع، والشّيخ صالح اللحيدان؛ لدِراسة هذه المؤسَّسة وتَقصِّي كافَّة مستلزماتها من جميع جوانبها الكيفيَّة والفنيَّة، والإدارية والمالية.
فاعتمدوا - بارك الله فيكم - تنفيذَ رغبتنا، وموافاتنا بقرار وافٍ عمَّا ذكَرْنا، ونحن على استعداد لاتِّصالكم بنا، وبَحْث أيِّ نقطة تَعرِض لكم، وترغبون رأينا فيها، وأسأل اللهَ لنا ولكم التوفيقَ والسداد، وأن يجعلَ العمل خالصًا لوجهه الكريم.
والسلام عليكم.

## فَترَةُ المنعِ مِنَ الكِتَابَة
أولاً: مقال بعنوان «أحرقوا المسجد الأقصى»:
كتَبَ الشّيخ زيد مقالاً في مجلة الدعوة العدد رقم (216) في 12/6/1389هـ هو بعنوان «أحْرقوا المسجد الأقصى»، وتطرَّق فيه إلى اليهود ومؤامراتهم على المسلمين، وإلى «مصطفى كمال أتاتورك»، وأنَّه من يهود الدونمة، حيث أشار أنَّه جَرَتْ في عصره مجازر للمسلمين، وسُلِّمت البلدانُ الإسلاميَّة التي كانت تابعةً للدولة العثمانية إلى المستعمرين الصليبيِّين بتحريض من اليهود ومؤامراتهم.
فاستغلَّ بعضُ المغرضين هذا المقالَ لإسكاتِ قلمه. 
وتسبَّب هذا المقالُ في فصْل زيد عن عمله، ومَنْعه عن مزاولة الكتابة في الصُّحف والمجلاَّت، وصدر بذلك أمرُ الملك فيصل بن عَبدالعزيز، وذلك في 15 /8 / 1389 هـ.
مع العِلم أنَّ مقالته الأولى «أخطاء في كتاب أصول العالم الحديث» في 12 /6 / 1389 هـ، وهي سابقة لمقالته الثانية «أحْرقوا المسجد الأقصى»، والذي يظهر أنَّ المقالة الأولى هي السببُ في فصلِه. 
وقد كان لقرار فصله أصداءٌ واسعة لدَى العلماء والمثقَّفين، فكتب  عَبدالعزيز بن باز خطابًا في 28 - 27 /8 / 1389 هـ جاء فيه: "من عَبدالعزيز بن عَبدالله بن باز إلى حضرة الأخ المكرَّم فضيلة الشّيخ زيد بن عَبدالعزيز بن فياض - وفَّقه الله، وبارك في جهوده، آمين.
سلام عليكم ورحمة الله وبركاته، أما بعد، فأرجو أنَّكم والوالدين والأولاد والأهل بتمام الصِّحة والعافية، كما أنَّا ومَن لدينا بذلك - ولله الحمد - وأسأله - سبحانه - أن يَرزقَنا وإيَّاكم شُكرَ النِّعم، والثباتَ على دينه، إنَّه خير مسؤول، ثم يا محبُّ، أخبَرَني الابن عَبدالرحمن بن عقيل بأمْر كدَّرني، وهو أنَّه صدر أمرٌ بفصلكم من العمل، ومَنْعكم من الكتابة في الصحف، وتغريمكم بعضَ المال؛ لأسباب كتابيَّة، ولا شكَّ أنَّ هذا الأمر يُكدِّر كلَّ غيور على الإسلام، ومحبٍّ لنشر الدعوة الإسلاميَّة، والتنبيه على غَلَط الغالطين الذي يُخشَى شرُّه على المسلمين.
كما أنَّه لا شكَّ أنَّ الداعي إلى الله يُبتلى ويمتحن لأسبابٍ كثيرة، ثم تكون العاقبة الحميدة للمخلصين الصادقين؛ كما قال الله – سبحانه -: ﴿ فَاصْبِرْ إِنَّ الْعَاقِبَةَ لِلْمُتَّقِينَ ﴾ [هود: 49]، فأرجو الإفادةَ بالتفصيل عن الواقع، أحسن الله لنا ولكم العاقبة، ووفَّق ولاةَ الأمر لكلِّ خير، وأصلح لهم البطانةَ، ونَفَع بهم عبادَه، إنَّه خير مسؤول، وأرجو إبلاغَ سلامي الوالدين والإخوة والأولاد، وخواصَّ المشايخ والإخوان، كما منَّا الأولاد والمشايخ والإخوان كلهم بخير وعافية، والله يتولاكم إليه والسلام".
وكتب أيضًا خطابًا في 18 /11 / 1389 هـ موجَّهًا إلى الملك فيصل بن عَبدالعزيز ملك السعودية آنذاك جاء فيه:
"بسم اللهِ الرَّحمَنِ الرَّحِيم
من عَبدالعزيز بن عَبدالله بن باز إلى حضرةِ صاحب الملك المعظَّم فيصل بن عَبدالعزيز، نصَرَ اللهُ به دِينَه، وثبَّت إيمانَه ويقينَه، آمين.
السلام عليكم ورحمة الله وبركاته، وبعد:
فقد علمت - حفظكم الله - بأمر جلالتِكم بفَصْل الشّيخ زيد بن فياض مدير عام المكتبات بوزارة المعارف، ومنْعه من الكتابة على إثْر المقال الذي نشره بصحيفة «الدعوة»، في عددها الصادر بتاريخ 12/6/1386هـ عن اليهود، على إثْرِ قيامهم بحرْق المسجد الأقصى الذي ضَمَّنه بيانَ حال اليهود منذ القِدم، وإهانتهم للمقدَّسات، وقتلهم لأنبيائهم، وإفسادهم في الأرض، وأكْلهم أموالَ الناس بالباطل، وإباحتهم للأعراض، وغير ذلك من الجرائم والأخلاق الذميمة التي اتَّصف بها اليهود عَبرَ التاريخ، مما ذَكَره القرآنُ والسُّنة النبويَّة المطهَّرة، وتُعرُّضه في أثناء المقال لعدوِّ الإسلام - مصطفى كمال أتاتورك - ممَّا دَعَا السفارةَ التركية بجدة للسعاية ضدَّه، وطلب محاكمته.
وأُفيد جلالتَكم أنِّي قد قرأتُ المقال المذكور، وهو مقالٌ عظيمٌ مفيد، قد استوعبَ فيه أعمالَ اليهود ومؤامراتهم ومخازيَهم، واعتنى فيه بذِكْر ما كتبه أصحابُ الفكر، لا سيَّما ما ذَكَره رئيس الولايات المتحدة الأسبق - بنيامين فرانكلين - ورئيس الدولة الألمانية/ هتلر في شأنهم، والمقالُ في مجموعه يتكلَّم عن اليهود وأعمالهم، ويشرح أهدافَهم ونواياهم الخبيثةَ، وهو بحقٍّ يستحق عليه جائزةً كريمة، ولم يأتِ ذِكْر مصطفى كمال فيه إلاَّ عرضًا.
ومصطفى كمال معروفٌ بعداوته للإسلام والمسلمين، ومحاربته للدِّين، ومَنْعه تدريس اللُّغةِ العربية، واستبدالها بالحروف اللاتينيَّة، وتحويله الدولة التركيَّة إلى دولة علمانيَّة، مما يشهد على كُفرِه وإلحاده.
والشّيخ زيد بن فياض حين تعرَّض لمصطفى كمال لم يأتِ بجديد، وإنَّما نقل هذه المعلوماتِ من المصادر العِلميَّة التي تعرَّضت لحياة المذكور، وسيرته وأعماله، ممَّا هو مشهور ومعروف.
ولا يَخفَى على جلالتكم أنَّ الشّيخ زيد بن فياض مِن خِيرة الكتَّاب الإسلاميِّين في المملكة، وله نشاطٌ مشكور في حقلي الصحافة والتأليف، ونشْر الوعي والثقافة الإسلاميَّة، ومحاربة المذاهب والعقائد الإلحاديَّة، وله كتبٌ كثيرة في هذه المواضيع، ومثلُه يستحقُّ التشجيعَ والتأييد، لا الفصل والإهانة، ممَّا يُفرِح أعداءَ الدِّين من القوميِّين والمنحرفين في بلاد تَحكُم بالإسلام، وتدين بالقرآن، ويرعى شؤونَها ملِكٌ مسلم، يدعو إلى دِين الله، ويخاف غضبَ الله، يوالي في الله، ويعادي فيه.
أمَّا السِّفارة التركيَّة، فيُمكن أن تجامَل بإجراء آخرَ حسبَ ما يراه جلالتُكم، كما أنَّه في إمكان جلالتكم الإيعاز إلى الشّيخ زيد بتجنُّب الأشياء التي يُخشَى تأثيرها على العلاقات الدوليَّة.
أمَّا فصلُه من العمل ومَنْعُه من الكتابة بصفة دائمة، فغير جائزٍ - فيما أرى - من الوجهة الشرعيَّة، وغير لائق بمقام جلالتِكم؛ لِمَا في ذلك من السُّمعة السيِّئة بين المواطنين عندَ التحدُّث عن سبب الفَصْل ودواعيه.
فأرجو مِن جلالتكم ملاحظةَ الاعتبارات المذكورة، والتفضُّل بإعادته إلى عملِه؛ براءةً للذِّمَّة، وتشجيعًا لدعاة الحقِّ، ودحرًا لأهل الباطل.
سدَّد الله خُطاكم، وبارك في مساعيكم، وجعل التوفيقَ للحقِّ حليفكم في القول والعمل، إنَّه سميع قريب، والله يحفظكم، والسلام عليكم ورحمة الله وبركاته".
نائب رئيس الجامعة الإسلامية:
ثانيًا: مقال «أخطاء في كتاب (أصول العالَم الحديث)»:
وكان الشّيخ قد كتَب مقالاً بعنوان «أخطاء في كتاب أصول العالَم الحديث»، وذلك في صحيفة البلاد، حيث نُشِرت الحلقة الأولى في 14 /2 / 1389 هـ يقول فيه: «وتوقَّف نشْر باقي الحلقات على إثْر بعض التدخُّلات، وكان هذا الكتاب يُدَرَّس في المدارس الثانوية بالمملكة حوالي عشر سنوات، وطبع ثلاثَ طبعات، وفيه أخطاء شنيعة منافية لعقيدة المسلمين، وفيه إثارةٌ للفتن، فاستاء بعضُ الأشخاص مِن نقدي لهذا الكتاب، وحِيكت الدسائس، فانتهزوا الفرصةَ بعد نشْر مقالي عن حريق المسجد الأقصى، فكان ما كان».
وقد لقي مقال «أخطاء في كتاب أصول العالم الحديث» قَبولاً طيبًا من أهل العِلم والفكر والغَيْرة، وعلى رأس هؤلاء سماحة الشّيخ عَبدالعزيز بن عَبدالله بن باز الذي كتَب خطابًا إلى الملك فيصل وكتب إلى الشّيخ زيد خطابًا جاء فيه:
من عَبدالعزيز بن عَبدالله بن باز إلى حضرة الأخ المكرَّم فضيلة الشّيخ زيد بن عَبدالعزيز بن فياض - وفقه الله، آمين.
السلام عليكم ورحمة الله وبركاته، وبعدُ:
يا محبُّ، اطلعتُ على مقالكم القيِّم المنشور في صحيفة البلاد بتاريخ 14 /2 / 1389 هـ ضدَّ كتاب (أصول العالم الحديث)، وإني إذ أشكرُكم على ذلك، أرجو الله - سبحانه - أن يُثيبكم على هذا العمل الجليل، وأن يمنحَكم القوَّة والنشاط لمواصلةِ الجهود في مكافحة الكُتب الهدَّامة، والتنبيه على ما فيها من سموم وأضرار، وعوامل الهدم، وأن يجعلَنا وإيَّاكم وسائرَ إخواننا مِن حماة شريعتِه، والدُّعاة إليه على بصيرة حتَّى نلقاه - سبحانه.
وقد اطَّلع أعضاءُ المجلس الاستشاري على كلمتكم، فتأثَّروا بها، وكتبوا لمعالي وزير المعارف في الكتاب المذكور، وفي التاريخ الإسلاميِّ، الذي هو من مؤلَّفات مؤلِّفي أصول العالم الحديث، وقد وجدوا فيها ما لا يُرتَضَى من الفِكَر المسمومة التي تصف غزواتِ أصحاب الرسول - صلَّى الله عليه وسلَّم - بأنَّها لعوامل اقتصاديَّة، وشغل المسلمين عن السياسة الداخليَّة للخليفتَين الراشدَين أبي بكر وعمر - ما.
وحقًّا إنَّ ذلك لمنَكرٌ عظيم، وانحراف شديد، وسوء ظنٍّ بأفضل هذه الأمَّة، والله المستعان، ونسأله - سبحانه - أن يَكْبِت أعداءَ الإسلام وأنصارهم، وأن ينصر حزبَ الحق وأولياءهم، وأن يَهدينا وسائرَ المسلمين إلى صراطه المستقيم، إنَّه على كلِّ شيءٍ قديرٌ، والسلام.
وكتب الشّيخ/ عَبدالعزيز بن ناصر الرشيد رئيس هيئة التمييز آنذاك خطابًا إلى الملك فيصل جاء فيه:
صاحب الإمام المسلمين الموفَّق، أيده الله بنصره، آمين.
السلام عليكم ورحمة الله وبركاته، وبعد:
فبكلِّ أدب واحترام، أتقدَّم إلى جلالتكم شافعًا، ومتوسِّلاً إلى جلالتكم بما عرفتُه عنك من حِلْم، وصَفْح، وأناة لشخص عرفتُه تلميذًا نجيبًا، وأستاذًا ناجحًا، وعضوًا في الإفتاء، ثم في رئاسة القضاء، ثم كاتبًا لم نعرفْ عنه إلاَّ الخيرَ والنوايا الطيِّبة، ذلك الشخص هو «زيد بن فيَّاض»، ولا يخفاكم ما في العفو عندَ المقدرة، ثم هو ابنُكم الذي يترسَّم ما تُشيرون إليه، إنَّه لم يأت الموضوع الذي طَرَقه عن قصْد، وإنما استطرادًا على أنَّ مصطفى كمال هو مَن تعرفونه، ابتليت به أمَّتُه كما ابتلي بعضُ العرب ببعض زعمائها، غير أنَّ الشيء الذي يُسيء إلى العِلم لا ينبغي للإنسان أن يطرقَه، فهي هفوةٌ غير متعمَّدة، فأرجوكم العفوَ عنه، وإعادته إلى عمله، أطال الله في عُمركم، وسدَّد خطاكم، ووفَّقكم لِمَا فيه صلاح الإسلام والمسلمين.
رئيس هيئة التمييز:
عَبدالعزيز بن ناصر الرشيد:
وفي خطاب من الجامعة الإسلامية في المدينة المنورة، جاء فيه:
إلى صاحب المعالي الشّيخ/ حسن بن عَبدالله آل الشّيخ وزير المعارف في المملكة العربية السعودية الموقَّر.
السلام عليكم ورحمة الله وبركاته، إنَّنا أعضاء المجلس الاستشاري للجامعة الإسلاميَّة في المدينة المنورة المجتمعِين في دورته الخامسة في شهر صفر الخير 1389هـ، نرى من واجبنا في الأمانة والتبليغ أن نرفعَ إلى معاليكم أنَّنا في خلال اجتماعنا في هذه الدورة اطَّلعنا في جريدة البلاد على ما كتبه الشّيخ/ زيد الفيَّاض نقدًا لما جاء في كتاب (أصول العالم الحديث)، الذي وُضِع بأيدٍ وأقلام سعودية هنا في المملكة العزيزة؛ لتدريسه لطلاَّب السنة الأولى من التعليم الثانوي، واطَّلع عدد منَّا شخصيًّا على ما جاء فيه من الأمور المنافية للإسلام، ولا سيَّما في الصفحات 25 - 144 وسواها منه، حيث يُقرِّر الكتاب للطلاب أنَّ أكبر الملاحدة الهدَّامين في العالَم الحديث الأجنبي، مثل كارل ماركس، وأمثاله من قادة الشيوعيَّة والإلحاد، هم الذين حملوا رسالةَ الرحمة والإنسانيَّة لإنقاذ العمَّال والمظلومين والبؤساء، ونحو ذلك ممَّا يُضلِّل الناشئة الإسلامية، ويُحبِّب إليها أشخاصَ قادة الشيوعية والإلحاد، عن طريق مدْح آرائهم، ووصفهم بأنَّهم رجال الإنسانية والرحمة؛ لإنقاذ البشرية، وأنهم هم المصلِحون.
وكذلك رأينا في كتاب «التاريخ الإسلامي» للمؤلِّفين أنفسهم، وهو من مقرَّرات السنة الثانية الثانوية تضليلاتٍ خطيرةً، مثل تفسير الجهاد الإسلامي والفتح في عهد أبي بكر وعمر - ما - بأنَّه كان لعواملَ اقتصادية، ورغبة منهما في إلْهاء المسلمين عن السياسة الداخلية، وأمور الخِلافة الإسلاميَّة (كما يرى في الصفحة 65 وسواها منه)، وقد استغربنا جدًّا أن يوجد في المملكة أمثالُ هذه الكتب التدريسيَّة للطلاَّب الناشئين الأغرار في غضاضة حداثتهم، هدَّامين لتراثهم وتاريخهم؛ اتباعًا للمفتونين بالمذاهب الهدَّامة، فإنَّ نشوء جيل من هذا القبيل هو المَعاوِلُ الفعَّآلة لتقويض الممالك والدُّول والأديان من الداخل بأيدي أبنائها.
فأداءً لواجب أمانتنا نسترعي نظرَكم الحالي إلى هذا الخطر الرهيب؛ لتتداركوه بما ترونه من حَزْم وجزْم، وصيانة للقِيَم الإسلاميَّة في معقل الإسلام وموئلِه، ومنعًا للسوس أن يَنخرَ في الجذور، هذا مع الرَّجاء بألاَّ يُسمح بتدريس أي كتاب في جميع مدارس المملكة قبلَ أن يُعرض على لجنة من علماء موثوق بسلامة عقيدتِهم الإسلاميَّة، وفَّقكم الله - تعالى - إلى ما فيه الخيرُ، والسلام عليكم ورحمة الله وبركاته.
وفي خطاب كتبه الأستاذ الأديب/ أحمد عَبدالغفور عطَّار جاء فيه:
إلى المجاهد الكاتِب الإسلامي القوي الأستاذ زيد بن فيَّاض - أيَّده الله، ومدَّ في عمره - سلامُ الله عليكم ورحمته وبركاته، وبعد:
فقد قرأتُ اليوم الحلقة الأولى من مقالِك العظيم بجريدة البلاد، تحت عنوان «أخطاء في كتاب»، وسعدت بغَيْرتك وإخلاصك لدِين الله حقَّ الإخلاص.
كان كلٌّ منها يحرس بلده، ويحمي دِينَه، وكل ذخائره وآدابه، وسلوكه وأخلاقه؛ تطوعًا واحتسابًا لله، وخُضْنا المعركة بأرواحنا وأموالنا، وبكلِّ نِعمة أنعم الله بها علينا، ومِن أعظمها نعمةُ العِلم النافع، والبيان الواضح.
إنَّ هذه الحال الكاذبة تقضُّ مضاجعَنا، ولكن، ماذا نصنع؟
أهذه الصَّرَخات التي نُرسلها تصل إلى الأسماع، لا والله.
إنَّنا مخلِصون لدِيننا، وإخلاصُنا لدِيننا يفرض علينا أن نُجلَّ حكَّامنا، ولو كانوا غائبين عنَّا، أو كنَّا بعيدين عنهم.
فلو أنَّ سماحتَه ورجال العِلم أوصلوا إلى الملك فيْصل هذه الأباطيل، لوَثَب الملك فيصل، وقَضَى عليها.
على أيِّ حال، الله يَجْزيك عن جهادك - يا أخي زيد - الخيرَ كلَّه، وأبتهل إلى الله أن يؤيِّدك برُوح منه، ويُعزُّ دِينَه بجهادك الصادق، ويُعلي كلمتَه بإصرارك على محاربة الباطل والفساد، وينصرك نصرًا عزيزًا.
أخي زيد، أرجو أن تُحسن إليَّ ببعث نسخة إليَّ من الكتاب الذي نهضتَ لمحاربة فساده وأباطيله وأكاذيبه - وما أكثرَ ما تفضلتَ عليَّ! - وإنِّي لك من الشاكرين.
ويعلم الله أنَّ شوقي إليك لعظيم، وأودُّ أنَّ أسعد بك، وأدعو الله أن يجعل لقاءنا قريبًا، والسلام عليكم ورحمة الله وبركاته.
مَكَّة المكَرّمَة
الخَميس 14/2/1389هـ
أخُوك/ أحمَد عَبدالغفور

## الأعمَالُ الّتي تَوَلاهَا
وقد تولَّى بعضَ الوظائف، حيث عمل فورَ تخرُّجه من كلية الشريعة عضوًا بدار الإفتاء، وذلك في 13 /11 / 1376 هـ بترشيح من الشّيخ محمد بن إبراهيم وكان يعتمد في الفتيا على خمسة من أبرز طلاَّبه، وكان الشّيخ زيد مِن ضمنهم.
ثم رَغِب في التدريس، حيث انتقل إلى التدريس بالمعهد العلمي، وذلك في 20 /4 / 1377 هـ.
وفي 1 /4 / 1380 هـ نقل إلى التدريس بكلية العلوم الشرعيَّة بالرياض.
وفي 15 /5 / 1380 هـ استقالَ من المعاهد والكليات، وفي 9 /7 / 1381 هـ صدر قرارُ مجلس الوزراء بناءً على ترشيح رئيس القضاة، ورئيس المعاهد العلمية والكليات بتعيينه عضوًا في رئاسة القضاة، مع استمرارِه في التدريس، حتى نهاية السنة الدراسيَّة.وتمَّ ترشيحُه مساعدًا لرئيس المحكمة الشرعيَّة الكبرى بالرياض، وذلك عام 1383 هـ، واعتذَر عن ذلك، وفي 14 /10 / 1381 هـ انتقل إليه امتيازُ صحيفة اليمامة، واضطلع برئاسة تحريرِها أيضًا، حتى تحوَّلتْ إلى مؤسسة صحفية مع الصُّحف التي حُوِّلت إلى مؤسَّسات صحفية، اعتبارًا من 1 /11 / 1383 هـ، وفي 30 /4 / 1383 هـ استقالَ من عضوية رئاسة القضاة للتفرُّغ للصحافة.
وحوَّل صحيفة اليمامة من أسبوعية إلى نِصْف أسبوعية، وكان ينوي تحويلَها إلى يوميَّة، وصدرت موافقةُ وزارة الإعلام على ذلك في 22 /10 / 1382 هـ، إلاَّ أنَّ تحويل الصحف إلى مؤسَّسات صحفية حالَ دون ذلك، وفي 21 /9 / 1385 هـ أُعيدت خِدْماته، فعمل مساعدًا لمدير عام المكتبات بوزارة المعارف، ومسمَّى الوظيفة «كبير المفتشين»، ثم صدر قرارُ وزير المعارف في 14 /12 / 1385 هـ بتعيينه مديرًا عامًّا للمكتبات.
وفي 9 /5 / 1401 هـ انتقل من وزارة المعارِف إلى جامعة الإمام محمَّد بن سعود الإسلاميَّة، بطلب من مديرها - آنذاك - الدكتور عَبدالله التركي.
وكان يُدرِّس في كلية أصول الدِّين والشريعة، ومرْكز الطالبات، إضافةً إلى الإشراف على رسائل الماجستير والدكتوراه، ومناقشة رسائل الدِّراسات العُليا، ومن أبرز تلك الرسائل التي أشْرَف عليها رسالة عن الدروز، ورسالة عن الباطنية؛ للشيخ محمد الخطيب.
تقاعد من الجامعة في 1 /3 / 1409 هـ بناءً على طلبه، وتفرَّغ للبحث والتأليف، حيث أكملَ بعضَ مؤلَّفاته التي كان قد بدأ في تأليفها، إضافةً إلى تأليف عدد من المؤلَّفات الجديدة، وكان خلالَ تلك الفترة متعاونًا مع الجامعة، وذلك بالإشراف على رسائل الماجستير والدكتوراه، وهو عضو في مؤسَّسة الدعوة الصحفيَّة التي تَصْدُر عنها مجلة الدعوة.
وقد رشَّحه سماحة الشّيخ عَبدالعزيز بن باز لرئاسة تحرير مجلَّة البحوث الإسلاميَّة، وأخبرَه برغبته في الانتقال من الجامعة إلى دار الإفتاء، وطَلَب سماحته من مدير الجامعة الدكتور عَبدالله التركي الموافقةَ على نقْل خِدماته، وذلك سنة (1401هـ)، إلاَّ أنَّه فضَّل الاستمرار في الجامعة؛ حبًّا في التدريس، ورغبةً فيه.

## اهتِمَامَاتُهُ الأَدَبِيَّة
وقال عنه مؤلِّف "الاتجاه الإسلامي في الشعر السعودي الحديث": "وهو شاعرٌ بارِع في العِلم والشِّعر معًا، وصاحب اتِّجاه إسلامي في شِعْره القوي الرصين، ويُعدُّ من علماء السعودية من حيثُ العلم، ومِن أعلام الشعر السعودي الحديث، وله إنتاج غزير لا يمكن حصرُه من حيثُ الشِّعر والأدب.
وللشيخ - - مقالة نثريَّة تُدرَّس في مقرَّر الأدب والبلاغة للصف الثالث الثانوي منذ سنوات، عن فنِّ النثر والمقالة، وقد شَرَح ديوان سعد بن حمد بن حريول.

## مُؤِلّفَاتُه
قَال الشّيخ عَبدالله البسَّام في كتابه «علماء نجد خلال ثمانية قرون» - بعد ما ذكر مشايخ المترجَم له:
وكلُّ هؤلاء العلماء من سعوديِّين ومصريِّين من كِبار العلماء وأعيانهم، وصادف ذلك من المترجَم جِدًّا واجتهادًا في الطلب، ومحافظةً على الوقت، فأدرك إدراكًا جيِّدًا في كلِّ العلوم الشرعية والعربية والاجتماعيَّة التي درسها.
كما ساعدَه عنايتُه بحفظ المتون العِلميَّة، وللمترجَم نشاطٌ طيِّب في التأليف والبحث العلمي.

## فَكَانَ مِن مُؤَلّفَاتِه
1 - (الروضة الندية شرح العقيدة الواسطية)، وهو أوَّل شرْح مطبوع، طبع في (1373هـ).
2 - (نظرات في الشريعة)، طبع عام 1381هـ.
3 - (واجب المسلمين في نشر الإسلام)، طبع عام 1385هـ.
4 - (من كلِّ صَوْب)، يحوي مقالات وبحوث قيمة، طبع عام 1387هـ.
5 - (الوحدة الإسلامية)، وفيه بيان أهمية التضامُن الإسلامي، وفيه تفنيد للشِّعارات الباطلة من الوحدة العربية، والوحدة الوطنية، وغير ذلك ممَّا لا يُربَط بعضُه ببعض برباط وثيق كريم.
6 - (قضية فلسطين)، وفيه ربط للإسلام نحو هذه القضية.
7 - (حُكْم الله أولى).
8 - صور من الجهاد.
9 - في سبيل الإسلام.
10 - الدِّين والعلم.
11 - بحوث ومناقشات.
12 - فصول في الدِّين والأدب والاجتماع.
وللشيخ كتبٌ لم تُطبعْ في حياته، وبعضها تحت الطبع، إضافةً إلى إعادة طبع ما سبق طبعه، ومنها:
1 - (تاريخ الوليد بن عَبدالملك) تحت الطبع.
2 - (حقيقة الدروز) تحت الطبع.
3 - (كشف الحجاب، نقْد لكتاب الرسول القائد) تحت الطبع.
4 - (دفاع عن معاوية).
5 - (إقليم سدير في التاريخ) تحت الطبع.
6 - (قاهر الصليبيين صلاح الدين الأيوبي).
7 - (العلم والعلماء).
8 - (نصائح العلماء للسلاطين والأمراء).
9 - رسالة في أصول الفقه (مفقود).
10 - أعلام بني تميم.
11 - اليهود وفلسطين (مفقود).
12 - (المنتخب من المقالات)، مطبوع مع كتاب «نظرات في الشريعة».
13 - (اليهود والحركات السرية).
14 - (الرافضة)، تحت الطبع.
15 - (الخميني)، تحت الطبع.

## تَلامِيذُه
قال الشّيخ ابن بسام: وله تلاميذُ كثيرون، وخاصة حين درَّس في الجامعة، ومِن أبرز تلاميذه:
1 - سماحة الشّيخ عبد العزيز بن عَبدالله آل الشّيخ، مفتي عام المملكة.
2 - الدكتور عبد الله بن عبد المحسن التركي، الرئيس العام لرابطة العالَم الإسلامي.
3 - الدكتور محمد العجلان، عضو مجلس الشورى، ومدير جامعة الإمام محمد بن سعود الإسلاميَّة سابقًا.
4 - الشّيخ عمر بن سليمان الأشقر.
5 - د. صالح السدلان، الأستاذ بكلية الشريعة، وعضو هيئة كِبار العلماء.
6 - الشّيخ فالح بن مهدي صاحب كتاب «التحفة المهدية شرح العقيدة التدمرية»، وكان الشّيخ زيد ي- كتب مقدِّمة الشرح.
7 - الشّيخ سليمان الرشودي، المحامي المعروف.
8 - الشّيخ محمد المهوس، رئيس هيئة التحقيق والادعاء العام.
9 - الشّيخ د. سعود الشريم، إمام الحرم المكي.
وكان للشيخ زيد مواقفُ كثيرةٌ مع سماحة الشّيخ محمد بن إبراهيم، ومع الملك سعود، والملك فيصل ومع المشايخ أمثال العلاَّمة عَبدالرحمن بن سعدي، والشّيخ الصوَّاف، وسماحة العلامة عَبدالعزيز بن باز، ووزير التعليم العالي سابقًا الشّيخ حسن بن عَبدالله آل الشّيخ وغيرهم، وكلُّها مواقفُ تدلُّ على الصِّدق والحرص على نشْر هذا الدِّين، والغَيْرة عليه، والقوَّة في قول الحق.

## صِفَاتُه
وكان داعيا إلى الله، وله مناقشاتٌ مع كثيرٍ من المسلمين أصحاب الانحرافات كما سماه في العقيدة، ومع غير المسلمين من مسيحيين عرب وأجانب.
وقد ناقش - ي- أحدَ الأدباء من مسيحيو العرب حولَ الإسلام والمسيحية، وأهداه بعضَ كتبه عن الإسلام، وبعد فترة قصيرة، أعلن ذلك المفكِّر والكاتب إسلامَه. 
وصلَّى مرَّة في مسجد السيدة زينب في القاهرة أثناءَ طباعة بعض كتبه، وقام بعدَ الصلاة، وألقَى كلمةً عن التوحيد والشِّرْك، وحرمة الصلاة إلى القبور، والطواف عليها، وسؤال الأموات.

## اهتِمَامُهُ بِالكُتُبِ وَالأَبحَاث
للشيخ مكتبة ضَخْمة تحوي آلافَ الكتب في مختلف المجالات الشرعيَّة والأدبية والاجتماعية، والتاريخية والسياسية، وغيرها، ولديه أرشيفٌ ضخم يصل إلى حوالي (1000) ملف في مختلف الموضوعات الشرعيَّة والأدبية والسياسية والتراجم، وغيرها، وكان جَمَعها خلالَ فترة تصل إلى أربعين سَنَة.

## وَفَاتُهُ
استمرَّ في الاطِّلاع والقراءة والتدريس في آخِرِ عمره، وقد كان أصابتْه جلطة دماغيَّة في محرم 1414هـ سبَّبت له شللاً نصفيًّا، فأقعده المرضُ عن المشي، ولم يقعده عن الاطلاع والكتابة، وكان أثناءَ مرضه يتابع الصحفَ والمجلاَّت والكتب، حيث تقرأ عليه يوميًّا، إضافة إلى قراءة بعض طلاَّب العلم عليه في مجال العقيدة كالواسطية والطحاوية والصواعق المرسلة والتدمرية وغيرها، وكان أثناءَ مرضه يكتب مقالات متنوِّعة، تم نشر بعضها في مجلة الدعوة أثناءَ حياته، وتم نشْر الباقي بعد وفاته، وكان آخِر مقال كتبه قبيل وفاته بعنوان (انتشار الإسلام).
وفي 15 /11 / 1416 هـ أصابتْه جلطة أخرى تسبَّبت في فقده الوعي، ودخل في غيبوبة لمدَّة ستة أيَّام، وكان قد انتهى لتوِّه من قراءة مجلَّة البيان، والدعوة، والمجتمع، وهي مجلاَّت إسلامية تُعنى بشؤون المسلمين.
وقد تُوفي ليلةَ الثلاثاء 21 /11 / 1416 هـ، وصُلِّي عليه من الغد.

## الهوامش
1. ↑  شبكة الألوكة نسخة محفوظة 28 ديسمبر 2017 على موقع واي باك مشين.
2. ↑  "زيد الفياض.. علم الكلمة والصحافة". 14- 09- 2018. مؤرشف من الأصل في 2023-02-02. {{استشهاد ويب}}: تحقق من التاريخ في: |تاريخ= (مساعدة)
3. ↑  "علماء نجد خلال ثمانية قرون"؛  تأليف الشّيخ عَبدالله بن عَبدالرحمن البسام (2/203)، ط2 دار العاصمة.
4. ↑  "علماء نجد خلال ثمانية قرون" (ص: 203)، و"الاتجاه الإسلامي في الشعر السعودي الحديث – شعراء سعوديون من 1319هـ، وحتى 1409هـ دراسة أدبية وتاريخية"؛ خليف بن سعد الخليف (ص: 106).
5. ↑  طبعة دار العاصمة (ح: 2)، 1417هـ، من ص (552 – 554)، بتصرف واختصار.
6. ↑  العلماء والكتّاب في أشيقر للمؤلف عبدالله بن بسام البسيمي (1/76-81) .
7. ↑  تم إلحاقه – ي – بالسنة الثالثة بالمعهد العلمي بناء على المستوى العلمي، وفقًا للامتحان ولملازمة العلماء المذكورين قبل فتح المعهد.
8. ↑  جاء في شهادة التخرُّج من الكلية (شهادة إتمام الدراسة العالية – كلية العلوم الشرعية): "الحمدلله الذي رَفَع شأن علماء الشريعة العاملين، والصلاة والسلام على سيِّد الأنبياء والمرسلين، وبعد، فإنَّ الشّيخ زيد بن عَبدالعزيز الفياض المولود في روضة سدير سنة 1350هـ قد أتمَّ الدِّراسة العالية في (كلية العلوم الشرعية) عام 1376هـ، وكان ترتيبه الأوَّل في الطلاب الناجحين، البالغ عددهم 22 ، وإنَّ رئاسة المعاهد التي تتوسَّم فيه الخير، وترجو أن يحقِّق الله فيه الأملَ بنشْر العلم النافع، مقرونًا بالعمل الصالح، تمنحه هذه الشهادةَ، وتُوصِيه بتقوى الله - تعالى - والإخلاص له في السِّرِّ والعلانية، وأن يقوم بأداء ما وجَبَ عليه للعِلم من حقوق، متخلقًا بالأخلاق الحميدة، قدوة في الخير، أسوة حسنة في الأعمال الصالحة.

التوقيع: رئيس المعاهد الدِّينية والكليات محمد بن إبراهيم آل الشّيخ.
9. ↑  عندما وصل - ي - إلى الرِّياض، سكن في بيوت الإخوان، ودرس على أيدي علماء نجد ولازمهم، وتلقَّى عنهم أنواعَ العلوم الشرعيَّة واللغوية والحساب، لا سيَّما الشّيخ محمد بن إبراهيم آل الشّيخ، حيث لازمه في الحلقات ودار الإفتاء مدةً طويلة، تصل إلى عشرين سنة، وتأثَّر به تأثُّرًا كبيرًا، وكان كثيرًا ما يُثني عليه، وقد كان من أبرز تلاميذه، وقد حدَّثني الشّيخ إبراهيم بن محمد بن إبراهيم آل الشّيخ – أمدَّ الله في عمره في طاعة الله –: بأنَّ والده الشّيخ محمد بن إبراهيم كان يُقرِّب الشّيخ زيدًا ويحبُّه ويقدره، وكان يثق في بحوثه وكتاباته، ويعتمد عليه كثيرًا في بحث بعض المسائل الشرعية الصعبة.
10. ↑  رجال في الذاكرة، عبدالله زايد الطويان، ج4، ط1، 1421هـ، ص83.
11. 1 2  معلومات كتبها -  - بخط يده
12. ↑  مقال بعنوان "وانثلَّ الطود"؛ طارق بن زيد الفياض، المجلة العربية، صفر 1417هـ، وصحيفة مرآة الجامعة – العدد (163) في 12/11/1413هـ.
13. ↑  حدثني الشّيخ عَبدالله بن غديان – حفظه الله – أنَّ سماحة الشّيخ محمد بن إبراهيم عيَّن الشّيخ زيدًا، والشّيخ ابن غديان قاضيَين، وأنَّ الشّيخ زيدًا اعتذر لرغبته في البحث والتعليم، فأعفاه من القضاء، واعتذر الشّيخ عَبدالله فلم يَسمحْ، وعيَّنه قاضيًا إلى أن أصرَّ الشّيخ عَبدالله على رفْض القضاء، فتركه سماحة الشّيخ مدَّة سنة، ولم يسمح له خلالها بالعمل حتى عيَّنه بدار الإفتاء.
14. ↑  معلومات كتبها –  – بخطِّ يده
15. ↑  (2/106).
16. ↑  (2/204 – 205)، أما (حُكم الله أولى)، فهو مقالٌ حول حُكْم تحكيم القوانين الوضعية.
17. ↑  المجلة العربية – وانثل الطود (ص: 69 – 70).
18. ↑  "علماء نجد خلال ثمانية قرون" (2/107 – 208)،  ط2.